# Gonomyia (Gonomyia) mimetica
Gonomyia (Gonomyia) mimetica is een tweevleugelige uit de familie steltmuggen (Limoniidae). De soort komt voor in het Afrotropisch gebied.